# 异株薹草
异株薹草（学名：Carex gynocrates）是莎草科薹草属的植物。分布于俄罗斯、北美洲、日本、芬兰以及中国大陆的吉林省等地，生长于海拔900米的地区，见于森林沼泽地，目前尚未由人工引种栽培。